# Lincolnville (Kansas)
Lincolnville es una ciudad situada en el condado de Marion, Kansas, Estados Unidos. Tiene una población estimada, a mediados de 2023, de 167 habitantes.

## Geografía
La localidad está ubicada en las coordenadas 38°29′39″N 96°57′41″O / 38.49417, -96.96139 (38.494273, -96.961481).

## Demografía
Según la estimación 2018-2022 de la Oficina del Censo, los ingresos medios de los hogares de la localidad son de $47,273 y los ingresos medios de las familias son de $63,750.  Alrededor del 19.4% de la población está por debajo de la línea de pobreza.